# Louis Hygom

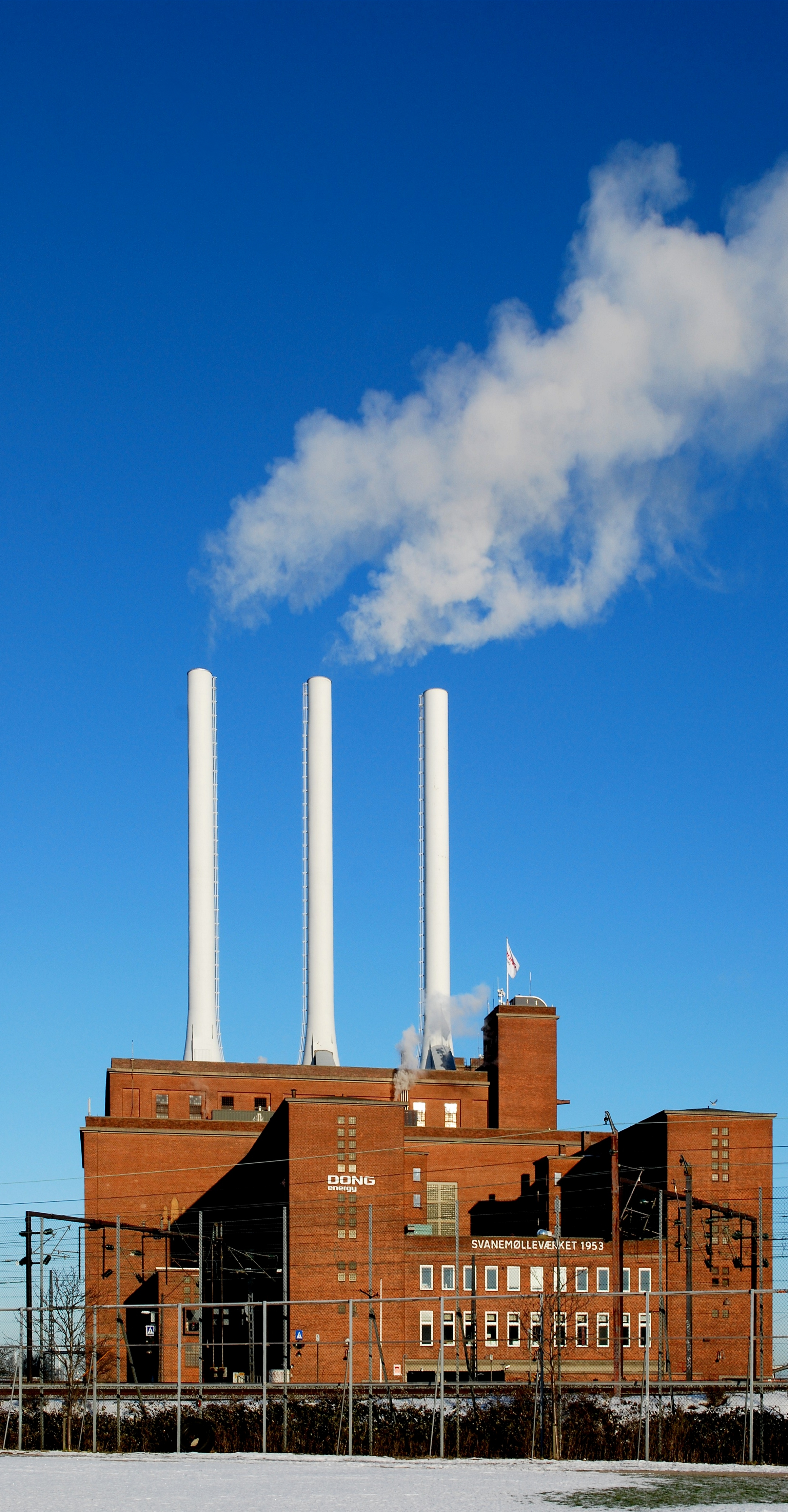
Svanemølleværket.

Louis Hygom, född 4 oktober 1879 i Köpenhamn, död 14 januari 1950, var en dansk arkitekt. 
Hygom genomgick teknisk skola, utbildades samtidigt praktiskt i murarhantverket, blev elev på Det Kongelige Danske Kunstakademi, men lämnade denna för att studera på egen hand. Han var medstiftare av Den fri Architektforening. Av hans arbeten kan nämnas lantstället Hyllingebjerg vid Liseleje, Edvard Brandes lantställe vid Nærum, bankdirektör Ringbergs sommarhus vid Blokhus och lantstället Dalsborg vid Snekkersten. Tillsammans med Henning Hansen uppförde han A/S Borgerbos egendomar på Amager, ett arbete som tilldelades kommunens premie. Bland hans senare verk märks Svanemølleværket, uppfört 1947–1953.